# Aston Martin Vanquish Vision Concept
Pour les articles homonymes, voir Aston Martin, Aston Martin Vanquish et Concept.
L'Aston Martin Vanquish Vision Concept est une supercar concept car GT du constructeur automobile britannique Aston Martin, présentée au salon international de l'automobile de Genève 2019, et produite en série à partir de 2022.

## Histoire
Ce concept car qui reprend le nom des précédentes Aston Martin Vanquish (2001-2018) est présenté au salon international de l'automobile de Genève 2019, avec les Aston Martin Valkyrie (V12 Hybride), Aston Martin Valhalla (V6 biturbo hybride), et Aston Martin Lagonda All-Terrain Concept (électrique). 

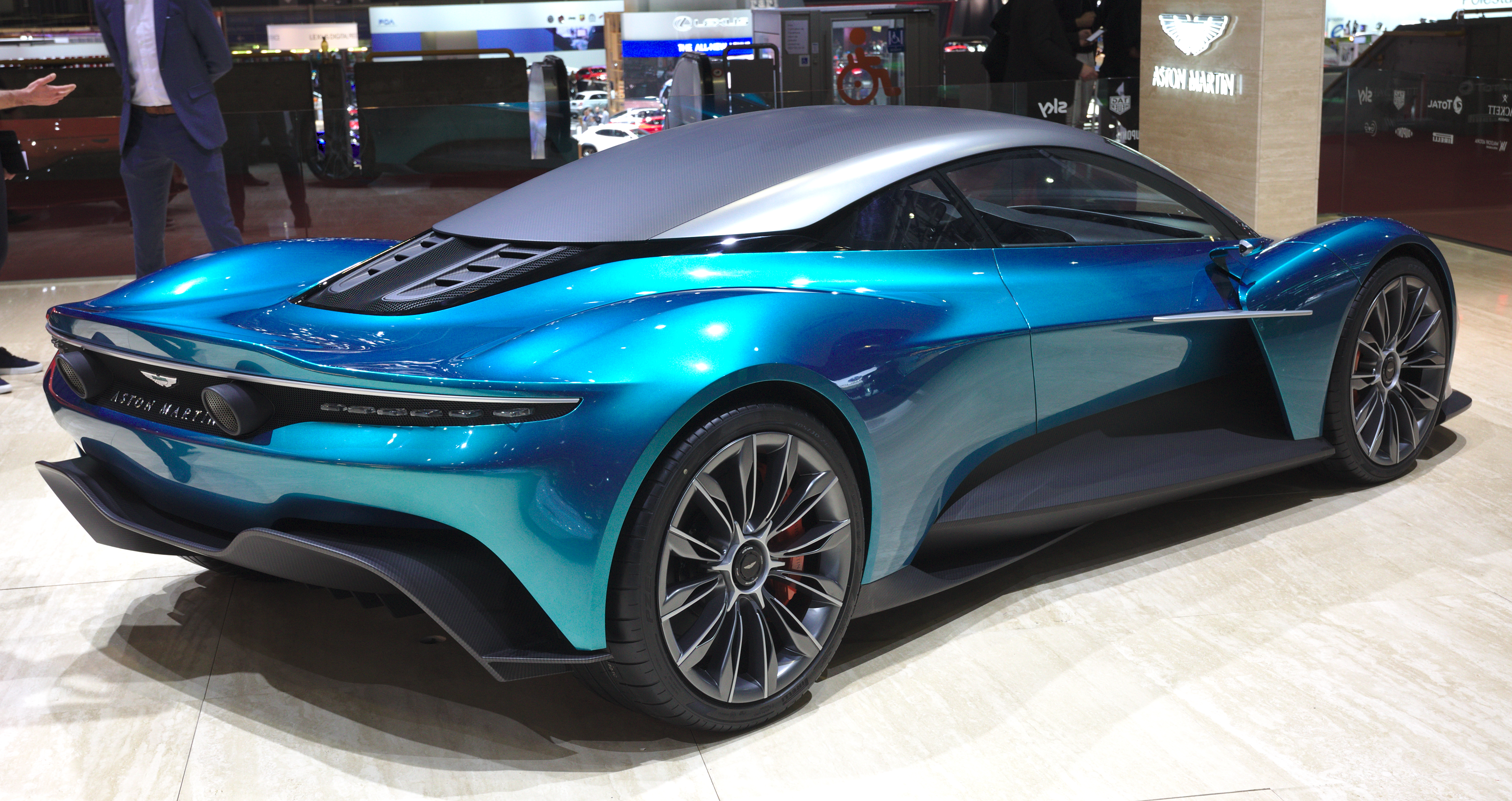
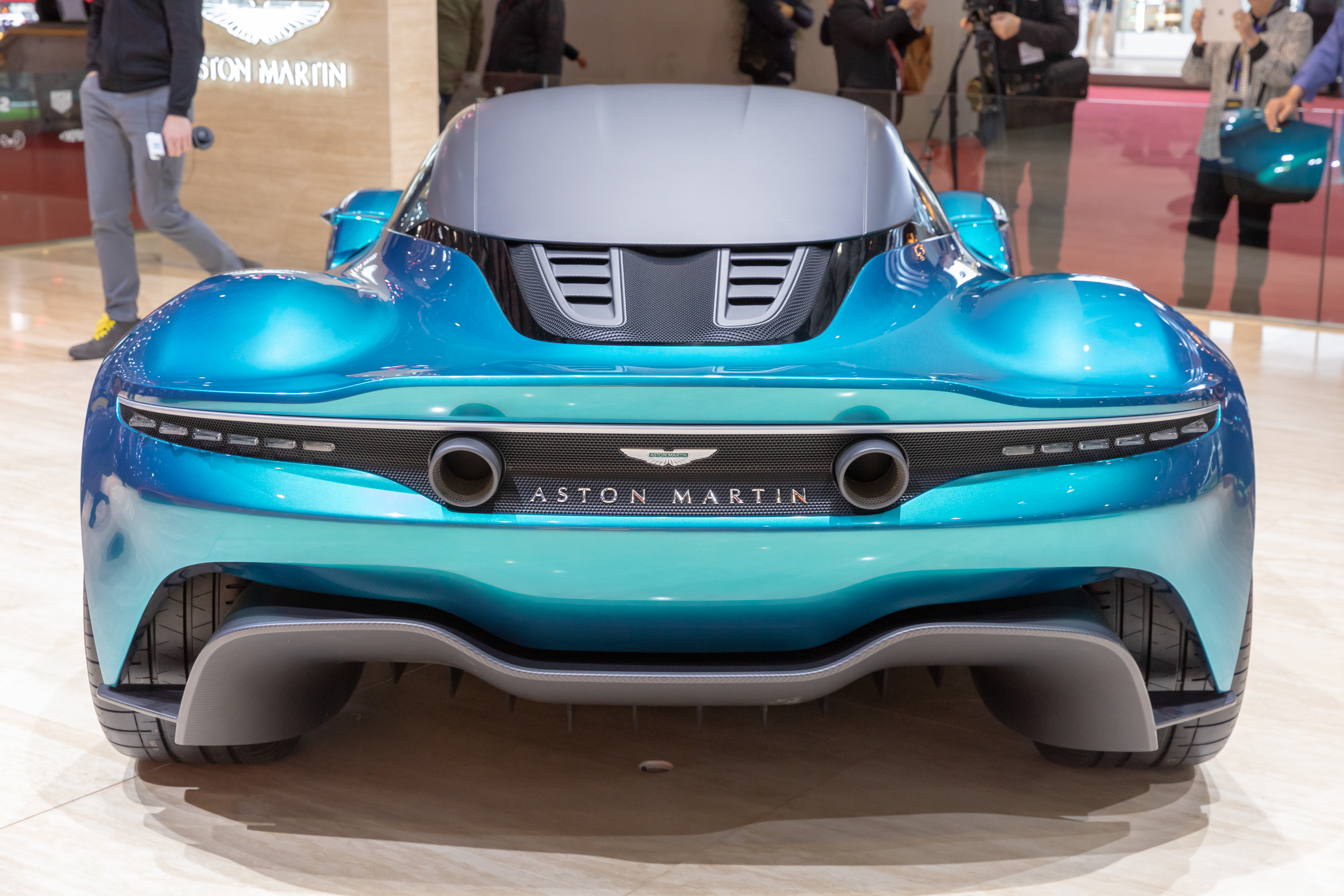
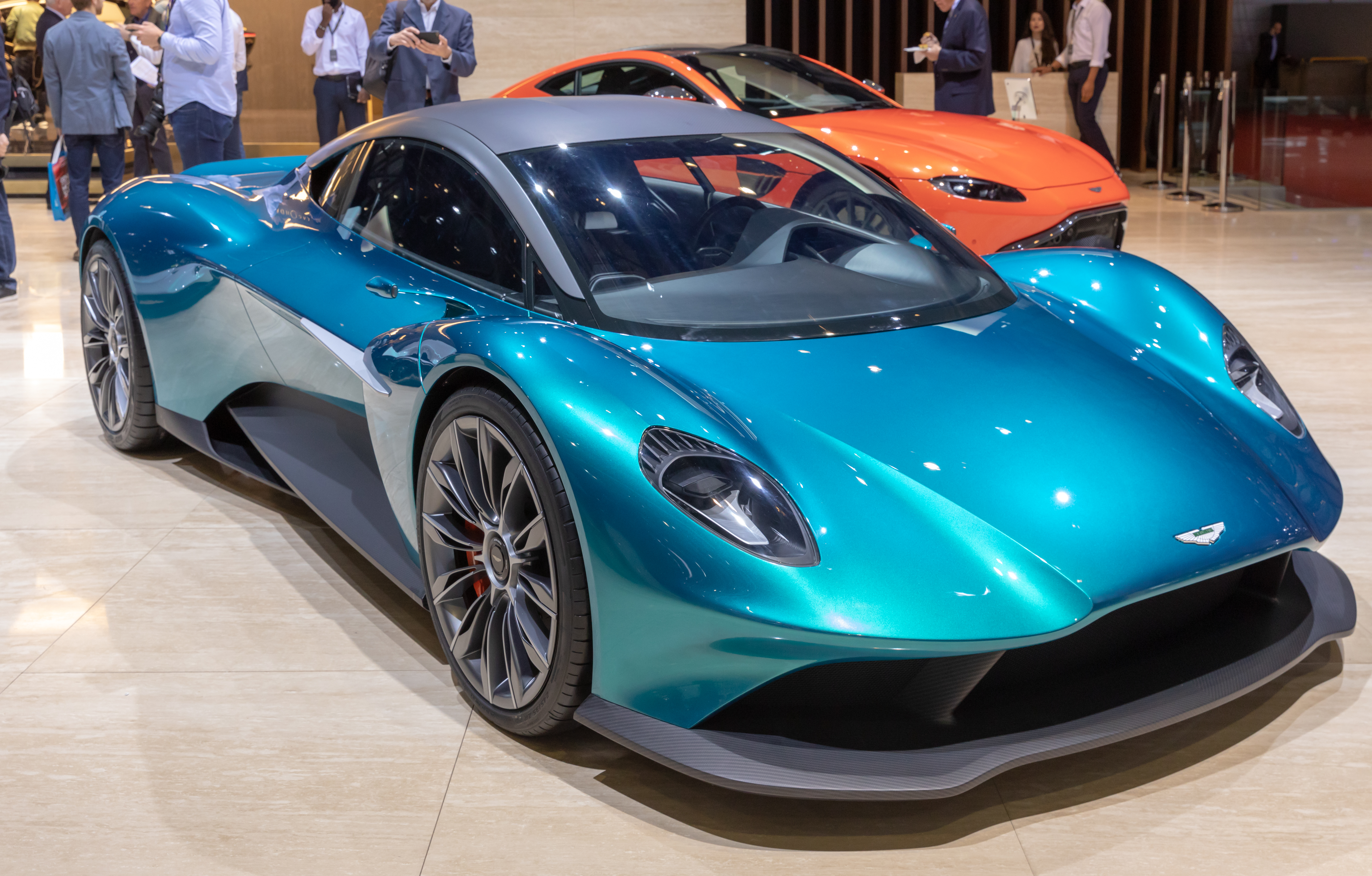

Elle préfigure la future supercar de la marque des années 2020, pour succéder aux Aston Martin Vantage (2018), Aston Martin DB11, et Aston Martin DBS Superleggera,,...   

### Design
Ce concept car est conçu par le nouveau chef designer Aston Martin Miles Nurnberger,, avec un châssis-carrosserie en aluminium, et un design inspiré entre autres des Aston Martin Valkyrie (2020) et Aston Martin Valhalla (2020), ainsi que des précédentes Aston Martin DP100 (2014), Aston Martin Vulcan (2015), et Aston Martin DB10 (2015) du chef designer Aston Martin Marek Reichman...

### Motorisation
Elle est motorisée par un moteur V6 bi-turbo de 3L central-arrière de plus de 700 ch, dérivé de celui de l'Aston Martin Valhalla de 2020,, pour rivaliser avec ses concurrentes Ferrari F8 Tributo, McLaren 720S, Lamborghini Huracán Evo, et autres Maserati MC20,...